# Hyperion (album)
Hyperion – album Manticory wydany w 2002 roku. Jest to pierwszy album koncepcyjny zespołu. Teksty opisują historię zawartą w książce Dana Simmonsa Hyperion. Większość nazw i imion została zmieniona nie chcąc naruszyć praw autorskich.

## Lista utworów
1. „A Gathering of Pilgrims” – 2:21
2. „Filaments of Armageddon” – 7:36
3. „The Old Barge” – 3:51
4. „Keeper of Time Eternal Champion” – 7:53
5. „Cantos"– 7:00
6. „On a Sea of Grass - Night” – 1:41
7. „Reversed” – 7:35
8. „On a Sea of Grass - Day” – 3:03
9. „A Long Farewell” – 8:44
10. „At the Keep” – 4:39
11. „Swarm Attack” – 2:08
12. „Loveternaloveternal...” – 7:05

- Utwory dodatkowe

1. „In Your Face” – 5:54
2. „Future World” – 5:24

## Twórcy
- Lars F. Larsen – śpiew
- Kristian H. Larsen – gitara
- Martin Arendal – gitara
- Kasper Gram – gitara basowa
- Mads Volf – perkusja
- Jeppe Eg Jensen – instrumenty klawiszowe